# Louisiana School for the Deaf
Louisiana School for the Deaf, dont le nom est couramment abrégé en LSD, est une école pour sourds, située à Baton Rouge, en Louisiane, aux États-Unis. Elle a été fondée le 8 décembre 1852. 

## Histoire
Avant 1838, les familles riches payent aux tuteurs privés pour leurs enfants sourds (comme pour leurs enfants entendants) ou le frais pour les enfants de fréquenter une école pour les sourds en dehors de la Louisiane car il n'y avait pas d'éducation du public dans l'état. En 1838, législateur a adopté une loi le 16 janvier 1838 à fournir une éducation soutenue par l'État des enfants blancs sourds en les inscrivant dans d'autres écoles de l'Etat. En conséquence, 11 enfants de la Louisiane ont été inscrits au coût de l'Etat à l'École Kentucky School for the Deaf.
En 1852, Francis Dubose Richardson, un membre de l'Assemblée générale, a présenté un projet de loi pour 25,000 $ pour créer l'Institut pour les sourds-muets et les aveugles en Louisiane. Le projet de loi a été adopté en Mars 1852 et approuvé par le gouverneur.
L'école ouvre le 8 décembre 1852, les 11 étudiants de la Louisiane et Brown sont arrivés à Baton Rouge. Le conseil recruté James S. Brown de l'Indiana School for the Deaf pour le rôle du directeur de cette nouvelle école.